# Pegomya sexpunctata
Pegomya sexpunctata är en tvåvingeart som beskrevs av Karl 1935. Pegomya sexpunctata ingår i släktet Pegomya och familjen blomsterflugor. Inga underarter finns listade i Catalogue of Life.